# Chudonice
Chudonice (německy Chudonitz) je část města Nový Bydžov v okrese Hradec Králové. Nachází se na jihu Nového Bydžova. Původně samostatná ves, prvně připomínaná již roku 1143. V roce 2009 zde bylo evidováno 228 adres. V roce 2001 zde trvale žilo 480 obyvatel.
Chudonice je také název katastrálního území o rozloze 2,55 km2.